# سرودهای هومری
سرودهای هومری (به یونانی باستان: Ὁμηρικοὶ ὕμνοι) مجموعه‌ای از سی و سه سرود ناشناس یونان باستان است که در آن‌ها داستان خدایان را جشن می‌گیرند. سرودها «هومریک» هستند؛ به این معنا که از همان معیار حماسی - ریتم شش‌تایی داکتیلیک؛ مانند ایلیاد و ادیسه استفاده می‌کنند، و از قواعد مشابه بسیاری استفاده کرده و با یک گویش گفته می‌شوند. اجماع دانشمندان مدرن بر این است که این سروده‌ها در طول زندگی خود هومر نوشته نشده‌اند، اما در دوران باستان به او نسبت داده می‌شود. از اولین اشاره‌های مکتوب به این موضوع توسیدید است. ای. دبلیو ورال در سال ۱۸۹۴ خاطرنشان کرد: «کل سروده‌ها، به‌عنوان یک مجموعه، هومری است؛ به‌‎معنای واقعی کلمه». همچنین گفته‌است «ادبیات نخستین یونانی با «هومر» نام‌گذاری شده‌است.»

## فهرست سرودهای هومری
1. «به دیونیسوس»، ۲۱ سطر
2. «به دمتر»، ۴۹۵ سطر
3. «به آپولون»، ۵۴۶ سطر
4. «به هرمس»، ۵۸۰ سطر
5. «به آفرودیته»، ۲۹۳ سطر
6. «به آفرودیته»، ۲۱ سطر
7. «به دیونیسوس»، ۵۹ سطر
8. «به آرس»، ۱۷ سطر
9. «به آرتمیس»، ۹ سطر
10. «به آفرودیته»، ۶ سطر
11. «به آتنا»، ۵ سطر
12. «به هرا»، ۵ سطر
13. «به دمتر»، ۳ خط
14. «به مادر خدایان» (رئا/سیبل)، ۶ سطر
15. «به هراکلس با قلب شیر»، ۹ سطر
16. «به اسکلپیوس»، ۵ سطر
17. «به کاستور و پولوکس»، ۵ سطر
18. «به هرمس»، ۱۲ سطر
19. «به پن»، ۴۹ خط
20. «به هفائستوس»، ۸ سطر
21. «به آپولون»، ۵ سطر
22. «به پوزئیدون»، ۷ سطر
23. «به زئوس»، ۴ خط
24. «به هستیا»، ۵ سطر
25. «به موزها و آپولون»، ۷ سطر
26. «به دیونیسوس»، ۱۳ سطر
27. «به آرتمیس»، ۲۲ سطر
28. «به آتنا»، ۱۸ سطر
29. «به هستیا»، ۱۳ سطر
30. «به گایا، مادر همه»، ۱۹ سطر
31. «به هلیوس»، ۱۹ سطر
32. «به سلنه»، ۲۰ سطر
33. «به کاستور و پولوکس»، ۱۹ سطر